# Qick
Qick was een Nederlandse mobile virtual network operator die Prepaid en Postpaid Sim Only diensten aanbood. De Prepaiddiensten draaiden op het netwerk van KPN, de Postpaid Sim Only-diensten draaiden op het netwerk van Orange (T-mobile). De serviceprovider startte met het aanbieden van diensten in 2004. Qick stapte toen midden in de prijzenoorlog die tussen vijf Nederlandse providers plaatsvond door met een sms tarief van 4 cent prepaidklanten te werven. De eigenaar van Qick was de Macintosh Retail Group, die onder meer eigenaar is van de winkelketens BelCompany en Halfords.